# Spathiphyllum montanum
Espèce
Spathiphyllum montanum est une espèce de plantes de la famille des Aracées.